# シンハリ石
シンハリ石（シンハリせき、英語: sinhalite）とは、ホウ酸塩鉱物の1種である。20世紀半ばまでは、組成が似た別な鉱物と混同されてきた歴史を有する。宝石としては無価値なシンハリ石も産出してきたものの、見栄えのする良質な石は、宝石として扱われ得る。

## 性質
シンハリ石の組成は、MgAlBO4である。ただし、Mg(Al,Fe)BO4と、
アルミニウムの一部が鉄に置換される場合も有る。
色調は、淡い黄色を帯びた褐色や、濃い緑色を帯びた褐色など。
ただし、シンハリ石は多色性を顕著に示す石であり、見る角度により、淡褐色、緑色を帯びた褐色、濃褐色に見える。
含有する不純物の違いにより、その他の色の石も産出する。また、見栄えしない宝石級でないものも産出する。
モース硬度は7で、劈開もないので宝石として加工できる。
ロシア・サハ共和国のスカルン鉱床からシンハラ石に組成・性質が類似した鉱物が発見され、「偽シンハラ石」（Pseudosinhalite, Mg2Al3(BO3)2(OH)O3）と命名された。

## 歴史
シンハリ石は、1952年にスリランカで初めて発見されたため、サンスクリット語でスリランカを意味する「シンハラ」の石と命名された。それまでシンハリ石は、褐色の橄欖石だと勘違いされていたが、実は新鉱物だったと1952年に判明した

。

## 所在
宝石としても扱われる良質なシンハリ石は、ほとんどがスリランカの宝石砂礫層の中から水流によって摩耗した礫の形で産出する。
宝石に満たない質のシンハリ石は、アメリカ合衆国などでも産出する。
一方で宝石となりうる良質なシンハリ石は、スリランカ以外ではミャンマー、マダガスカル、タンザニアなどでも産出した。これらの産地の中で、桃色を帯びたシンハリ石はタンザニアで産出した。